# Radio Popolare
Radio Popolare è un'emittente radiofonica con sede a Milano dalla vocazione "libera e indipendente".

## Storia
Fondata nel 1976, sotto la direzione di Piero Scaramucci, questa radio è stata denominata, quasi per antonomasia, l'emittente della sinistra milanese per la sua "storica" vicinanza ai partiti e ai movimenti della sinistra italiana. Secondo la sua dichiarazione d'intenti, la radio "è un'emittente indipendente, imperniata su una cooperativa formata da lavoratori e collaboratori, con la partecipazione di rappresentanti di forze politiche e sindacali che storicamente hanno sostenuto l'esperienza".
Nel 1985, all'interno del programma Bar Sport, debuttò il trio comico della Gialappa's Band.
Dopo la direzione di Danilo De Biasio, fino al 31 gennaio 2013, la direzione ad interim è stata tenuta da un gruppo costituito dall'allora direttore dei programmi Gianmarco Bachi e da Luigi Ambrosio, Massimo Bacchetta, Raffaele Liguori e Marina Petrillo.
Dal 1º febbraio 2013 al 14 maggio 2014 la radio è stata diretta da Marina Petrillo, Massimo Bacchetta e Raffaele Liguori. Successivamente la direzione editoriale viene affidata a Michele Migone, che resta in carica fino al dicembre 2018.
Dopo una reggenza composta da Claudio Agostoni, Massimo Bacchetta e Chawki Senouci, dal 1º gennaio 2021 al 31 dicembre 2023 la direzione editoriale è stata affidata ad Alessandro Gilioli. Dal 4 marzo 2024 l'incarico della direzione editoriale è passato a Lorenza Ghidini.
Il 5 settembre 2024, per la prima volta nella storia di questa radio, le trasmissioni sono state temporaneamente sospese per mancanza di elettricità nella sede milanese causata dal forte maltempo.

### Autonomia ed abbonamento

1976: redazione di Radio Milano Centrale, altra emittente della sinistra milanese che nel 1976 confluirà in Radio Popolare

Autonoma da proprietà editoriali e politiche, Radio Popolare è controllata dalla società cooperativa dei suoi lavoratori e da un vasto azionariato popolare, diffuso tra i propri ascoltatori (11.975 azionisti). Inoltre, la radio si mantiene libera grazie ad inserzioni autonomamente prodotte e ad un vero e proprio abbonamento annuale, che gli ascoltatori sono spesso invitati a sottoscrivere.
Per mantenere iscritti i medesimi ed al contempo acquisirne di nuovi, ad intervalli regolari la radio propone delle campagne di abbonamento che in genere durano dai 3 ai 5 giorni. Attualmente gli abbonati sono circa 15.000.

### Il "Microfono aperto"
Un tratto caratteristico della radio è dato dalla presenza di una trasmissione chiamata Microfono aperto. L'idea di aprire i microfoni liberamente agli ascoltatori senza alcuna forma di censura risale agli anni '70. Tale idea si è dimostrata vincente, tanto da esser poi ripresa da molte altre radio e televisioni, sia locali che nazionali.

## Copertura
Radio Popolare è ricevibile in Lombardia, nel Piacentino e in parte del Piemonte centrale (Torino) e orientale sulla frequenza principale FM 107.60 MHz fino al 2019, data della chiusura di Radio Flash, e su altre frequenze minori che coprono le zone alpine, Brescia, Mantova e Desenzano del Garda. In Emilia-Romagna è ricevibile nella provincia di Parma sulla frequenza FM 107.500 MHz.
Dal 2001 tutta la programmazione di Radio Popolare è disponibile anche via streaming web attraverso il sito internet dell'emittente.
Il segnale di Radio Popolare viene trasmesso anche via satellite, in digitale, ed è ricevibile gratuitamente in gran parte dell'Europa e del bacino del Mediterraneo. Inizialmente l'emissione avveniva tramite il satellite Eutelsat II, posizionato a 10° est. Dal 2001 la radio utilizza il satellite Hot Bird 8, a 13° est (la stessa posizione orbitale su cui trasmettono la maggior parte dei canali italiani, compreso Sky).

## Popolare Network
Dal 1991 Radio Popolare è l'emittente capofila di Popolare Network, syndication nazionale a cui aderiscono venti radio locali che ritrasmettono il suo segnale a ore prestabilite, diffondendo così le principali trasmissioni (quali i notiziari ed il Microfono aperto) su tutto il territorio italiano.
Le radio italiane che sono entrate a far parte della syndication Popolare Network sono:
- Contatto Radio (Massa Carrara)
- Controradio (Firenze)
- MEP Radio Organizzazione (Rieti)
- Psicoradio (Bologna)
- Radio 106 (Reggio Emilia)
- Radio Base (Venezia)
- Radio Città (Pescara)
- Radio Città Fujiko (Bologna) dal primo settembre 2022
- Radio Città del Capo (Bologna) fino al 2021 data della chiusura dell'emittente
- Radio Dimensione Musica (Porretta Terme)
- Radio Flash Orizzonte (Torino) fino al 2019 data della chiusura dell'emittente
- Radio Fragola (Trieste)
- Radio Gold (Valenza)
- Radio Popolare (Verona)
- Radio Popolare Roma, ex Radio BBS (Roma) fino al 2018 data della chiusura dell'emittente
- Radio Popolare Salento (Taranto, Lecce)
- Radio Roccella (Roccella Jonica)
- Radio Tandem (Bolzano)
- Radio Wave (Arezzo)
- Radio Beckwith Evangelica (Luserna San Giovanni).

## Conduttori principali
Queste sono le principali voci di Radio Popolare, attuali e del passato.

### Conduttori attuali
- Claudio Agostoni
- Massimo Bacchetta
- Gianmarco Bachi
- Alessandro Braga
- Fabrizio Coppola
- Alessandro Diegoli
- Cecilia Di Lieto
- Davide Facchini
- Roberto Festa
- Luca Gattuso
- Lorenza Ghidini
- Elisa Graci
- Gianpiero "Jam" Kesten
- Claudio Jampaglia
- Raffaele Liguori
- Marcello Lorrai
- Michele Migone
- Elena Mordiglia
- Monica Paes
- Disma Pestalozza
- Tiziana Ricci
- Ira Rubini
- Renato Scuffietti
- Chawki Senouci
- Barbara Sorrentini
- Giulia Strippoli
- Niccolò Vecchia
- Matteo Villaci
- Vitowar

### Conduttori storici
- Felice Accame
- Marco Ardemagni
- Ivan Berni
- Daniele Biacchessi
- Massimo Cirri
- Sylvie Coyaud
- Michele Cucuzza
- Sergio Ferrentino
- Enzo Gentile
- Alessandro Gilioli
- Gino e Michele
- Paolo Hutter
- Giorgio Lauro
- Gad Lerner
- Biagio Longo
- Sanja Lučić
- Bruna Miorelli
- Carlo Oliva
- Federico Pedrocchi
- Marina Petrillo
- Lele Pinardi
- Gianfilippo Pedote
- Alessandro Robecchi
- Renato Scuffietti
- Filippo Solibello
- Alfredo Luis Somoza

## Programmi
Le trasmissioni di Radio Popolare sono raggruppate nelle seguenti 3 categorie:

### Informazione e approfondimento
- Big Fish
- Bohmenica In di domenica
- Microfono Aperto
- Metroregione
- Panama
- Esteri
- Il Mattino
- Cult
- Localmente Mosso
- Demone del tardi
- Il Giorno delle Locuste
- Sabato Libri
- L'altro Martedì
- Mind The Gap

### Musica
- 8 days a week
- BandaLarga
- Bollicine
- Crossroads
- From Genesis to Revelation
- Guida nella Giungla
- Il Popolo del Blues
- Il Sabato del Villaggio
- Jazz Anthology
- Kaleidoscope
- L'ombelico del mondo
- La Sacca del Diavolo
- Liberi Gruppi
- Musiche dal Mondo
- Paris Rockin'
- Patchanka
- Prospettive Musicali
- Radio Afrique
- Ratka Piratka
- Reggae Radio Station
- Rotoclassica
- Sonica
- The Box
- The Vibe
- The Weekly Report

### Parole e musica
- Camera a Sud
- Carabanda
- Chassis
- Cook and Roll
- Crapapelata
- Giro del Tempo
- Il Suggeritore
- Jalla! Jalla!
- Mentelocale
- Nuvole in Viaggio
- Notturno Express
- Onde Road
- Panoramix
- Passatel
- Playground
- Popline
- Radiografia Nera
- Rokkaforte
- Sandejcar
- Sidecar
- Toubab
- Va a ciapa' i mouse
- Zoe
- Yes Weekend